# 斯摩棱斯克的叶莲娜
斯摩棱斯克的叶莲娜（俄语：Елена (Олена) Александровна，?—1331年3月1日），莫斯科大公国莫斯科大公以及弗拉基米尔-苏兹达尔大公国弗拉基米尔大公伊凡一世的第一位妻子。